# Hội đồng Dân ủy Liên Xô 1938–1946
Hội đồng Dân ủy Liên xô 1938-1946 hay còn được gọi Hội đồng Dân ủy Xô Viết Tối cao Liên Xô khóa I. Hội đồng Dân ủy Liên Xô được Xô Viết Tối cao Liên Xô phê chuẩn ngày 19/1/1938.
Hội đồng Dân ủy Xô Viết Tối cao Liên Xô khóa I kết thúc nhiệm kỳ 19/3/1946 khi Xô Viết Tối cao Liên Xô phê chuẩn Hội đồng Bộ trưởng khóa mới.

## Thành viên
| Chức vụ               | Trực thuộc                                             | Tên                                     | Nhiệm kỳ                           | Ghi chú khác |
| --------------------- | ------------------------------------------------------ | --------------------------------------- | ---------------------------------- | --- |
| Chủ tịch              | Hội đồng Dân ủy                                        | Vyacheslav Molotov (1890-1986)          | 1/1938-5/1941                      | |
| Chủ tịch              | Hội đồng Dân ủy                                        | Joseph Stalin (1878-1953)               | 5/1941-3/1946                      | |
| Phó Chủ tịch thứ nhất | Hội đồng Dân ủy                                        | Nikolai Voznesensky (1903-1950)         | 3/1941-3/1946                      | |
| Phó Chủ tịch thứ nhất | Hội đồng Dân ủy                                        | Vyacheslav Molotov (1890-1986)          | 8/1942-3/1946                      | |
| Phó Chủ tịch          | Hội đồng Dân ủy                                        | Lavrentiy Beria (1899-1953)             | 2/1941-3/1946                      | |
| Phó Chủ tịch          | Hội đồng Dân ủy                                        | Nikolai Bulganin (1895-1975)            | 9/1938-5/1944                      | |
| Phó Chủ tịch          | Hội đồng Dân ủy                                        | Nikolai Voznesensky (1903-1950)         | 4/1939-3/1941                      | |
| Phó Chủ tịch          | Hội đồng Dân ủy                                        | Kliment Voroshilov (1881-1969)          | 5/1940-3/1946                      | |
| Phó Chủ tịch          | Hội đồng Dân ủy                                        | Andrey Vyshinsky (1883-1954)            | 5/1939-5/1944                      | |
| Phó Chủ tịch          | Hội đồng Dân ủy                                        | Rosalia Zemlyachka (1876-1947)          | 5/1939-8/1943                      | Nữ |
| Phó Chủ tịch          | Hội đồng Dân ủy                                        | Lazar Kaganovich (1893-1991)            | 8/1938-5/1944 12/1944-3/1946       | |
| Phó Chủ tịch          | Hội đồng Dân ủy                                        | Stanislav Kosior (1889-1939)            | 1/1938-5/1938                      | |
| Phó Chủ tịch          | Hội đồng Dân ủy                                        | Alexei Kosygin (1904-1980)              | 4/1940-3/1946                      | |
| Phó Chủ tịch          | Hội đồng Dân ủy                                        | Vyacheslav Malyshev (1902-1957)         | 4/1940-5/1944                      | |
| Phó Chủ tịch          | Hội đồng Dân ủy                                        | Lev Mekhlis (1889–1953)                 | 9/1940-5/1944                      | |
| Phó Chủ tịch          | Hội đồng Dân ủy                                        | Mikhail Pervukhin (1904–1978)           | 4/1940-5/1944                      | |
| Phó Chủ tịch          | Hội đồng Dân ủy                                        | Anastas Mikoyan (1895-1978)             | 1/1938-3/1946                      | |
| Phó Chủ tịch          | Hội đồng Dân ủy                                        | Maksim Saburov (1900-1977)              | 3/1941-5/1944                      | |
| Phó Chủ tịch          | Hội đồng Dân ủy                                        | Vlas Chubar (1891-1939)                 | 1/1938-7/1938                      | |
| Phó Chủ tịch          | Hội đồng Dân ủy                                        | Georgy Malenkov (1902-1988)             | 5/1944-3/1946                      | |
| Phó Chủ tịch          | Hội đồng Dân ủy                                        | Vyacheslav Molotov (1890-1986)          | 5/1941-8/1942                      | |
| Quản lý Nội vụ        | Hội đồng Dân ủy                                        | Nikolai Petrunichev (1899-1942)         | 1/1938-11/1938                     | |
| Quản lý Nội vụ        | Hội đồng Dân ủy                                        | Ivan Bolshakov (1902-1980)              | 12/1938-6/1939                     | |
| Quản lý Nội vụ        | Hội đồng Dân ủy                                        | Mikhail Hlomov (1905-1945)              | 6/1939-11/1940                     | |
| Quản lý Nội vụ        | Hội đồng Dân ủy                                        | Jacob Chadeyev (1904-1985)              | 11/1940-3/1946                     | |
| Ủy viên Nhân dân      | Bộ Dân ủy Ngoại giao                                   | Maxim Litvinov (1876-1951)              | 1/1938-5/1939                      | |
| Ủy viên Nhân dân      | Bộ Dân ủy Ngoại giao                                   | Vyacheslav Molotov (1890-1986)          | 5/1939-3/1946                      | |
| Ủy viên Nhân dân      | Bộ Dân ủy Quốc phòng                                   | Kliment Voroshilov (1881-1969)          | 1/1938-5/1940                      | |
| Ủy viên Nhân dân      | Bộ Dân ủy Quốc phòng                                   | Semyon Timoshenko (1895-1970)           | 5/1940-7/1941                      | |
| Ủy viên Nhân dân      | Bộ Dân ủy Quốc phòng                                   | Joseph Stalin (1878-1953)               | 7/1941-2/1946                      | Chủ tịch Hội đồng Bộ Dân ủy kiêm nhiệm |
| Ủy viên Nhân dân      | Bộ Dân ủy Hải quân                                     | Pyotr Smirnov (1897–1939)               | 1/1938-6/1938                      | Bộ Dân ủy thành lập từ Bộ Dân ủy Quốc phòng |
| Ủy viên Nhân dân      | Bộ Dân ủy Hải quân                                     | Mikhail Frinovsky (1888–1940)           | 6/1938-3/1939                      | |
| Ủy viên Nhân dân      | Bộ Dân ủy Hải quân                                     | Nikolay Kuznetsov (1904-1974)           | 3/1939-2/1946                      | |
| Ủy viên Nhân dân      | Bộ Dân ủy Các Lực lượng vũ trang                       | Joseph Stalin (1878-1953)               | 2/1946-3/1946                      | Bộ Dân ủy thành lập từ Bộ Dân ủy Quốc phòng và Bộ Dân ủy Hải Qua |
| Ủy viên Nhân dân      | Bộ Dân ủy Ngoại thương                                 | Anastas Mikoyan (1895-1978)             | 1/1938-3/1946                      | |
| Ủy viên Nhân dân      | Bộ Dân ủy Công nghiệp thực phẩm                        | Abram Gilinskiy (1897-1939)             | 1/1938-8/1938                      | |
| Ủy viên Nhân dân      | Bộ Dân ủy Công nghiệp thực phẩm                        | Ivan Kabanov (1898-1972)                | 8/1938-1/1939                      | |
| Ủy viên Nhân dân      | Bộ Dân ủy Công nghiệp thực phẩm                        | Vasiliy Zotov (1899-1977)               | 1/1939-3/1946                      | |
| Ủy viên Nhân dân      | Bộ Dân ủy Thương mại                                   | Mikhail Smirnov (1897-1939)             | 1/1938-7/1938                      | .Bị bắt ngày 16/7/1938. Ngày 26/2/1939 kết án tử hình. |
| Ủy viên Nhân dân      | Bộ Dân ủy Thương mại                                   | Alexander Lyubimov (1898-1967)          | 1/1939-3/1946                      | |
| Ủy viên Nhân dân      | Bộ Dân ủy Giao thông vận tải                           | Alexey Venediktovich (1899-1939)        | 1/1938-4/1938                      | |
| Ủy viên Nhân dân      | Bộ Dân ủy Giao thông vận tải                           | Lazar Kaganovich (1893-1991)            | 4/1938-3/1942                      | |
| Ủy viên Nhân dân      | Bộ Dân ủy Giao thông vận tải                           | Andrey Khrulyov (1892-1962)             | 3/1942-2/1943                      | |
| Ủy viên Nhân dân      | Bộ Dân ủy Giao thông vận tải                           | Lazar Kaganovich (1893-1991)            | 2/1943-12/1944                     | |
| Ủy viên Nhân dân      | Bộ Dân ủy Giao thông vận tải                           | Ivan Kovalev (1901-1993)                | 12/1944-3/1946                     | |
| Ủy viên Nhân dân      | Bộ Dân ủy Thông tin                                    | Matvei Berman (1898-1939)               | 1/1938-12/1938                     | |
| Ủy viên Nhân dân      | Bộ Dân ủy Thông tin                                    | Ivan Peresypkin (1904-1978)             | 12/1938-7/1944                     | |
| Ủy viên Nhân dân      | Bộ Dân ủy Thông tin                                    | Konstantin Sergeichuk (1906-1971)       | 7/1944-3/1946                      | |
| Ủy viên Nhân dân      | Bộ Dân ủy Công nghiệp nặng                             | Lazar Kaganovich (1893-1991)            | 1/1938-1/1939                      | Bộ Dân ủy Công nghiệp nặng bị bãi bỏ chia thành 6 Bộ Dân ủy: Luyện kim đen, luyện kim màu, công nghiệp nhiên liệu, nhà máy điện và công nghiệp điện, công nghiệp hóa chất, công nghiệp vật liệu xây dựng |
| Ủy viên Nhân dân      | Bộ Dân ủy Lâm nghiệp                                   | Mikhail Ryzhov (1889-1939)              | 1/1938-10/1938                     | |
| Ủy viên Nhân dân      | Bộ Dân ủy Lâm nghiệp                                   | Naum Antselovich (1888-1952)            | 10/1938-4/1940                     | |
| Ủy viên Nhân dân      | Bộ Dân ủy Lâm nghiệp                                   | Fedor Sergeev (1908-1941)               | 4/1940-11/1941                     | |
| Ủy viên Nhân dân      | Bộ Dân ủy Lâm nghiệp                                   | Mikhail Saltykov (1906-1975)            | Quyền 11/1941-8/1942 8/1942-3/1946 | |
| Ủy viên Nhân dân      | Bộ Dân ủy Công nghiệp giấy và bột giấy                 | Nikolai Chebotarev (1903-1964)          | 4/1940-4/1944                      | Bộ Dân ủy thành lập từ Bộ Dân ủy Lâm nghiệp |
| Ủy viên Nhân dân      | Bộ Dân ủy Công nghiệp giấy và bột giấy                 | Georgy Orlov (1903-1991)                | 4/1944-3/1946                      | |
| Ủy viên Nhân dân      | Bộ Dân ủy Công nghiệp nhẹ                              | Vasily Shestakov (1891-1956)            | 1/1938-1/1939                      | |
| Ủy viên Nhân dân      | Bộ Dân ủy Công nghiệp nhẹ                              | Sergey Lukin (1894-1948)                | 1/1939-3/1946                      | |
| Ủy viên Nhân dân      | Bộ Dân ủy Công nghiệp Quốc phòng                       | Mikhail Kaganovich (1888–1941)          | 1/1938-1/1939                      | Bộ Dân ủy Công nghiệp Quốc phòng tách ra thành các Bộ Dân ủy Công nghiệp Hàng không, Công nghiệp đóng tàu, Quân khí, Bom đạn.                                                                            |
| Ủy viên Nhân dân      | Bộ Dân ủy Công nghiệp Hàng không                       | Mikhail Kaganovich (1888–1941)          | 1/1939-1/1940                      | Bộ Dân ủy thành lập từ Bộ Dân ủy Công nghiệp Quốc phòng |
| Ủy viên Nhân dân      | Bộ Dân ủy Công nghiệp Hàng không                       | Alexey Shakhurin (1904-1975)            | 1/1940-1/1946                      | |
| Ủy viên Nhân dân      | Bộ Dân ủy Công nghiệp Hàng không                       | Mikhail Khrunichev (1901-1961)          | 1/1946-3/1946                      | |
| Ủy viên Nhân dân      | Bộ Dân ủy Công nghiệp Đóng tàu                         | Ivan Tevosian (1902-1958)               | 1/1939-3/1940                      | Bộ Dân ủy thành lập từ Bộ Dân ủy Công nghiệp Quốc phòng |
| Ủy viên Nhân dân      | Bộ Dân ủy Công nghiệp Đóng tàu                         | Ivan Nosenko (1902-1956)                | 3/1940-3/1946                      | |
| Ủy viên Nhân dân      | Bộ Dân ủy Quân khí                                     | Boris Vannikov (1897-1962)              | 1/1939-6/1941                      | Bộ Dân ủy thành lập từ Bộ Dân ủy Công nghiệp Quốc phòng |
| Ủy viên Nhân dân      | Bộ Dân ủy Quân khí                                     | Dmitry Ustinov (1908-1984)              | 6/1941-3/1946                      | |
| Ủy viên Nhân dân      | Bộ Dân ủy Bom đạn                                      | Ivan Sergeyev (1897-1942)               | 1/1939-3/1941                      | Bộ Dân ủy thành lập từ Bộ Dân ủy Công nghiệp Quốc phòng |
| Ủy viên Nhân dân      | Bộ Dân ủy Bom đạn                                      | Petr Goremykin (1902-1976)              | 3/1941-2/1942                      | |
| Ủy viên Nhân dân      | Bộ Dân ủy Bom đạn                                      | Boris Vannikov (1897-1962)              | 2/1942-1/1946                      | Bộ Dân ủy đổi tên thành Bộ Dân ủy Cơ điện Nông nghiệp |
| Ủy viên Nhân dân      | Bộ Dân ủy Cơ điện Nông nghiệp                          | Boris Vannikov (1897-1962)              | 1/1946-3/1946                      | Bộ Dân ủy thành lập từ Bộ Dân ủy Bom đạn |
| Ủy viên Nhân dân      | Bộ Dân ủy Chế tạo cơ khí                               | Alexander Bruskin (1897–1939)           | 1/1938-6/1938                      | |
| Ủy viên Nhân dân      | Bộ Dân ủy Chế tạo cơ khí                               | Mikhail Davydov (1899-1941)             | 6/1938-7/1938                      | Quyền ủy viên Nhân dân Bộ Dân ủy |
| Ủy viên Nhân dân      | Bộ Dân ủy Chế tạo cơ khí                               | Victor Lvov (1898-1976)                 | Quyền 7/1938-8/1938 8/1938-2/1939  | Bộ Dân ủy Chế tạo cơ khí được chia thành 3 Bộ Dân ủy: Bộ Dân ủy máy xây dựng hạng nặng; Bộ Dân ủy máy xây dựng hạng trung; Bộ Dân ủy cơ khí kỹ thuật tổng hợp.                                           |
| Ủy viên Nhân dân      | Bộ Dân ủy máy xây dựng hạng nặng                       | Vyacheslav Malyshev (1902-1957)         | 2/1939-4/1940                      | Bộ Dân ủy thành lập từ Bộ Dân ủy Chế tạo Cơ khí |
| Ủy viên Nhân dân      | Bộ Dân ủy máy xây dựng hạng nặng                       | Aleksandr Yefremov (1904-1951)          | 4/1940-6/1941                      | |
| Ủy viên Nhân dân      | Bộ Dân ủy máy xây dựng hạng nặng                       | Nikolai Stepanovich Kazakov (1900-1970) | 6/1941-3/1946                      | |
| Ủy viên Nhân dân      | Bộ Dân ủy máy xây dựng hạng trung                      | Ivan Likhachev (1896-1956)              | 2/1939-10/1940                     | Bộ Dân ủy thành lập từ Bộ Dân ủy Chế tạo Cơ khí |
| Ủy viên Nhân dân      | Bộ Dân ủy máy xây dựng hạng trung                      | Vyacheslav Malyshev (1902-1957)         | 10/1940-9/1941                     | |
| Ủy viên Nhân dân      | Bộ Dân ủy máy xây dựng hạng trung                      | Stepan Akopov (1899-1958)               | 9/1941-2/1946                      | Bộ Dân ủy đổi tên thành Bộ Dân ủy Công nghiệp Ô tô |
| Ủy viên Nhân dân      | Bộ Dân ủy Công nghiệp Ô tô                             | Stepan Akopov (1899-1958)               | 2/1946-3/1946                      | Bộ Dân ủy thành lập từ Bộ Dân ủy máy xây dựng hạng trung |
| Ủy viên Nhân dân      | Bộ Dân ủy Cơ khí kỹ thuật tổng hợp                     | Pyotr Parshin (1899-1970)               | 2/1939-11/1941                     | Bộ Dân ủy thành lập từ Bộ Dân ủy Chế tạo Cơ khí. Bộ Dân ủy đổi thành Bộ Dân ủy Quân khí Pháo cối |
| Ủy viên Nhân dân      | Bộ Dân ủy Quân khí Pháo cối                            | Pyotr Parshin (1899-1970)               | 11/1941-2/1946                     | Bộ Dân ủy thành lập từ Bộ Dân ủy Cơ khí kỹ thuật tổng hợp. Bộ Dân ủy đổi thành Bộ Dân ủy Cơ khí và dụng cụ                                                                                               |
| Ủy viên Nhân dân      | Bộ Dân ủy Cơ khí và dụng cụ                            | Pyotr Parshin (1899-1970)               | 2/1946-3/1946                      | Bộ Dân ủy thành lập từ Bộ Dân ủy Quân khí Pháo cối |
| Ủy viên Nhân dân      | Bộ Dân ủy Luyện kim đen                                | Aleksandrovich Merkulov (1900-1956)     | 1/1939-5/1940                      | Bộ Dân ủy thành lập từ Bộ Dân ủy Công nghiệp nặng |
| Ủy viên Nhân dân      | Bộ Dân ủy Luyện kim đen                                | Ivan Tevosian (1902-1958)               | 5/1940-3/1946                      | |
| Ủy viên Nhân dân      | Bộ Dân ủy Luyện kim màu                                | Alexander Samokhvalov (1902-1956)       | 1/1939-7/1940                      | Bộ Dân ủy thành lập từ Bộ Dân ủy Công nghiệp nặng |
| Ủy viên Nhân dân      | Bộ Dân ủy Luyện kim màu                                | Pyotr Lomako (1904-1990)                | 7/1940-3/1946                      | |
| Ủy viên Nhân dân      | Bộ Dân ủy Công nghiệp nhiên liệu                       | Lazar Kaganovich (1893-1991)            | 1/1939-10/1939                     | Bộ Dân ủy thành lập từ Bộ Dân ủy Công nghiệp nặng. Bộ Dân ủy Công nghiệp nhiêu liệu được tách tiếp thành Bộ Dân ủy Công nghiệp dầu mỏ và Bộ Dân ủy Công nghiệp than                                      |
| Ủy viên Nhân dân      | Bộ Dân ủy Công nghiệp Dầu mỏ                           | Lazar Kaganovich (1893-1991)            | 10/1939-7/1940                     | Bộ Dân ủy thành lập từ Bộ Dân ủy Công nghiệp nhiên liệu |
| Ủy viên Nhân dân      | Bộ Dân ủy Công nghiệp Dầu mỏ                           | Ivan Sedin (1906-1972)                  | 7/1940-11/1944                     | |
| Ủy viên Nhân dân      | Bộ Dân ủy Công nghiệp Dầu mỏ                           | Nikolai Baibakov (1911-2008)            | 11/1944-3/1946                     | Bộ Dân ủy tách ra thành Bộ Dân ủy Công nghiệp Dầu mỏ phía Đông, Bộ Dân ủy Công nghiệp Dầu mỏ phía Tây và phía Nam                                                                                        |
| Ủy viên Nhân dân      | Bộ Dân ủy Công nghiệp Dầu mỏ phía Đông                 | Mikhail Evseenko (1908-1985)            | 3/1946                             | Bộ Dân ủy thành lập từ Bộ Dân ủy Công nghiệp Dầu mỏ |
| Ủy viên Nhân dân      | Bộ Dân ủy Công nghiệp Dầu mỏ phía Tây và phía Nam      | Nikolai Baibakov (1911-2008)            | 3/1946                             | Bộ Dân ủy thành lập từ Bộ Dân ủy Công nghiệp Dầu mỏ |
| Ủy viên Nhân dân      | Bộ Dân ủy Công nghiệp than                             | Vasily Vakhrushev (1902-1947)           | 10/1939-1/1946                     | Bộ Dân ủy thành lập từ Bộ Dân ủy Công nghiệp nhiên liệu. Bộ Dân ủy tách ra thành Bộ Dân ủy Công nghiệp than phía Đông và Bộ Dân ủy Công nghiệp than phía Tây                                             |
| Ủy viên Nhân dân      | Bộ Dân ủy Công nghiệp than Vùng phía Đông              | Vasily Vakhrushev (1902-1947)           | 1/1946-3/1946                      | Bộ Dân ủy thành lập từ Bộ Dân ủy Công nghiệp than |
| Ủy viên Nhân dân      | Bộ Dân ủy Công nghiệp than Vùng phía Tây               | Dmitry Onica (1910-1968)                | 1/1946-3/1946                      | Bộ Dân ủy thành lập từ Bộ Dân ủy Công nghiệp than |
| Ủy viên Nhân dân      | Bộ Dân ủy Nhà máy điện và năng lượng điện              | Mikhail Pervukhin (1904–1978)           | 1/1939-4/1940                      | Bộ Dân ủy thành lập từ Bộ Dân ủy Công nghiệp nặng. Bộ Dân ủy Nhà máy điện và Năng lượng điện được tách tiếp thành Bộ Dân ủy Nhà máy điện và Bộ Dân ủy Công nghiệp điện                                   |
| Ủy viên Nhân dân      | Bộ Dân ủy Nhà máy điện                                 | Andrey Lethke (1903–1942)               | 4/1940-1/1942                      | Bộ Dân ủy thành lập từ Bộ Dân ủy Nhà máy điện và năng lượng điện |
| Ủy viên Nhân dân      | Bộ Dân ủy Nhà máy điện                                 | Dmitry Zhimerin (1906-1995)             | 1/1942-3/1946                      | |
| Ủy viên Nhân dân      | Bộ Dân ủy Công nghiệp điện                             | Vasily Bogatyrev (1899–1968)            | 4/1940-8/1941                      | Bộ Dân ủy thành lập từ Bộ Dân ủy Nhà máy điện và năng lượng điện |
| Ủy viên Nhân dân      | Bộ Dân ủy Công nghiệp điện                             | Ivan Kabanov (1898-1972)                | 8/1941-3/1946                      | |
| Ủy viên Nhân dân      | Bộ Dân ủy Công nghiệp hóa chất                         | Mikhail Denisov (1902-1973)             | 1/1939-2/1942                      | Bộ Dân ủy được thành lập từ Bộ Dân ủy Công nghiệp nặng |
| Ủy viên Nhân dân      | Bộ Dân ủy Công nghiệp hóa chất                         | Mikhail Pervukhin (1904–1978)           | 2/1942-3/1946                      | |
| Ủy viên Nhân dân      | Bộ Dân ủy Công nghiệp Cao su                           | Tikhon Mitrokhin (1902-1980)            | 3/1941-3/1946                      | Bộ Dân ủy thành lập từ Bộ Dân ủy Công nghiệp hóa chất |
| Ủy viên Nhân dân      | Bộ Dân ủy Công nghiệp Vật liệu xây dựng                | Leonid Sosnin (1895-1973)               | 1/1939-3/1946                      | Bộ Dân ủy được thành lập từ Bộ Dân ủy Công nghiệp nặng |
| Ủy viên Nhân dân      | Bộ Dân ủy Công nghiệp Tăng giới                        | Vyacheslav Malyshev (1902-1957)         | 9/1941-7/1942                      | Bộ Dân ủy thành lập |
| Ủy viên Nhân dân      | Bộ Dân ủy Công nghiệp Tăng giới                        | Isaac Salzman (1905-1988)               | 7/1942-6/1943                      | |
| Ủy viên Nhân dân      | Bộ Dân ủy Công nghiệp Tăng giới                        | Vyacheslav Malyshev (1902-1957)         | 6/1943-10/1945                     | Bộ Dân ủy đổi tên thành Bộ Dân ủy Kỹ thuật Giao thông vận tải |
| Ủy viên Nhân dân      | Bộ Dân ủy Kỹ thuật Giao thông vận tải                  | Vyacheslav Malyshev (1902-1957)         | 10/1945-3/1946                     | Bộ Dân ủy thành lập từ Bộ Dân ủy Công nghiệp Tăng giới |
| Ủy viên Nhân dân      | Bộ Dân ủy Công nghiệp và kỹ thuật Đường sá             | Konstantin Sokolov (1903-1983)          | 2/1946-3/1946                      | Bộ Dân ủy thành lập |
| Ủy viên Nhân dân      | Bộ Dân ủy Tài chính                                    | Arseny Zverev (1900-1969)               | 1/1938-3/1946                      | |
| Ủy viên Nhân dân      | Bộ Dân ủy Nông nghiệp                                  | Robert Eikhe (1890-1940)                | 1/1938-4/1938                      | |
| Ủy viên Nhân dân      | Bộ Dân ủy Nông nghiệp                                  | Ivan Benediktov (1902-1983)             | 4/1938-12/1943                     | |
| Ủy viên Nhân dân      | Bộ Dân ủy Nông nghiệp                                  | Andrey Andreyev (1895-1971)             | 12/1943-3/1946                     | |
| Ủy viên Nhân dân      | Bộ Dân ủy Giao thông đường thủy                        | Nikolay Pakhomov (1890-1938)            | 1/1938-4/1938                      | |
| Ủy viên Nhân dân      | Bộ Dân ủy Giao thông đường thủy                        | Nikolai Yezhov (1895-1940)              | 4/1938-4/1939                      | Bộ Dân ủy tách ra làm Bộ Dân ủy Vận tải Hàng hải và Bộ Dân ủy Vận tải Đường sông |
| Ủy viên Nhân dân      | Bộ Dân ủy Vận tải Hàng hải                             | Semen Dukla (1892-1960)                 | 4/1939-2/1942                      | Bộ Dân ủy thành lập từ Bộ Dân ủy Giao thông đường thủy |
| Ủy viên Nhân dân      | Bộ Dân ủy Vận tải Hàng hải                             | Pyotr Shirshov (1905-1953)              | 2/1942-3/1946                      | |
| Ủy viên Nhân dân      | Bộ Dân ủy Vận tải đường sông                           | Zosima Shashkoff (1905-1984)            | 4/1939-3/1946                      | Bộ Dân ủy thành lập từ Bộ Dân ủy Giao thông đường thủy |
| Ủy viên Nhân dân      | Bộ Dân ủy Ngũ cốc, chăn nuôi và nông trường quốc doanh | Tikhon Yurkin (1898-1983)               | 1/1938-11/1938                     | |
| Ủy viên Nhân dân      | Bộ Dân ủy Ngũ cốc, chăn nuôi và nông trường quốc doanh | Pavel Lobanov (1902-1984)               | 11/1938-3/1946                     | |
| Ủy viên Nhân dân      | Bộ Dân ủy Nội vụ                                       | Nikolai Yezhov (1895-1940)              | 1/1938-11/1938                     | |
| Ủy viên Nhân dân      | Bộ Dân ủy Nội vụ                                       | Lavrentiy Beria (1899-1953)             | 11/1938-12/1945                    | |
| Ủy viên Nhân dân      | Bộ Dân ủy Nội vụ                                       | Sergei Kruglov (1907-1977)              | 12/1945-3/1946                     | |
| Ủy viên Nhân dân      | Bộ Dân ủy Y tế                                         | Mikhail Boldyrev (1894-1939)            | 1/1938-7/1938                      | |
| Ủy viên Nhân dân      | Bộ Dân ủy Y tế                                         | Nikolai Grashchenkov (1898-1965)        | Quyền 7/1938-9/1939                | |
| Ủy viên Nhân dân      | Bộ Dân ủy Y tế                                         | George Miterёv (1894-1939)              | 9/1939-3/1946                      | |
| Ủy viên Nhân dân      | Bộ Dân ủy Tư pháp                                      | Nikolai Ryshkov (1897-1959)             | 1/1938-3/1946                      | |
| Ủy viên Nhân dân      | Bộ Dân ủy Cung cấp Lương thực                          | Mikhail Popov (1905-1938)               | 1/1938-5/1938                      | Bộ Dân ủy thành lập |
| Ủy viên Nhân dân      | Bộ Dân ủy Cung cấp Lương thực                          | Semyon Skrynnikov (1898-1961)           | 5/1938-3/1940                      | |
| Ủy viên Nhân dân      | Bộ Dân ủy Cung cấp Lương thực                          | Vladimir Donskoy (1903-1954)            | 3/1940-7/1941                      | |
| Ủy viên Nhân dân      | Bộ Dân ủy Cung cấp Lương thực                          | Claudius Subbotin (1904-1980)           | 7/1941-9/1944                      | |
| Ủy viên Nhân dân      | Bộ Dân ủy Cung cấp Lương thực                          | Boris Dvinskiy (1894-1973)              | 9/1944-3/1946                      | |
| Ủy viên Nhân dân      | Bộ Dân ủy Cây Công nghiệp                              | Nikolay Skvortsov (1899-1974)           | 11/1945-3/1946                     | Bộ Dân ủy thành lập |
| Ủy viên Nhân dân      | Bộ Dân ủy Công nghiệp Dệt may                          | Alexei Kosygin (1904-1980)              | 1/1939-4/1940                      | Bộ Dân ủy thành lập |
| Ủy viên Nhân dân      | Bộ Dân ủy Công nghiệp Dệt may                          | Ilya Akimov (1898-1962)                 | 4/1940-5/1945                      | |
| Ủy viên Nhân dân      | Bộ Dân ủy Công nghiệp Dệt may                          | Ivan Sedin (1906-1972)                  | 5/1945-3/1946                      | |
| Ủy viên Nhân dân      | Bộ Dân ủy Công nghiệp Thủy sản                         | Polina Zhemchuzhina (1897-1970)         | 1/1939-11/1939                     | Vợ của Vyacheslav Molotov; Bộ Dân ủy thành lập |
| Ủy viên Nhân dân      | Bộ Dân ủy Công nghiệp Thủy sản                         | Alexander Ishkov (1905-1988)            | Quyền 11/1939-7/1940 7/1940-3/1946 | |
| Ủy viên Nhân dân      | Bộ Dân ủy Công nghiệp Thịt và sữa                      | Pavel Smirnov (1894-1954)               | 1/1939-3/1946                      | Bộ Dân ủy thành lập |
| Ủy viên Nhân dân      | Bộ Dân ủy An ninh Quốc gia                             | Vsevolod Merkulov (1895-1953)           | 2/1941-7/1941 4/1943-3/1946        | Bộ Dân ủy thành lập 1941, sáp nhập vào Bộ Dân ủy Nội vụ rồi lại tách ra năm 1943 |
| Ủy viên Nhân dân      | Bộ Dân ủy Xây dựng                                     | Simon Ginzburg (1897-1993)              | 6/1939-1/1946                      | Bộ Dân ủy thành lập, đổi tên thành Bộ Dân ủy Xây dựng Quân đội và Công trình Hải quân |
| Ủy viên Nhân dân      | Bộ Dân ủy Xây dựng Quân đội và Công trình Hải quân     | Simon Ginzburg (1897-1993)              | 1/1946-3/1946                      | Bộ Dân ủy thành lập |
| Ủy viên Nhân dân      | Bộ Dân ủy Xây dựng Nhà máy Nhiên liệu                  | Alexander Zademidko (1908-2001)         | 1/1946-3/1946                      | Bộ Dân ủy thành lập |
| Ủy viên Nhân dân      | Bộ Dân ủy Kiểm tra Nhà nước                            | Lev Mekhlis (1889-1953)                 | 9/1940-6/1941                      | |
| Ủy viên Nhân dân      | Bộ Dân ủy Kiểm tra Nhà nước                            | Vasily Popov (1903-1964)                | 6/1941-3/1946                      | |